# Gelasmodes malagasy
Gelasmodes malagasy là một loài bướm đêm trong họ Geometridae.